# Puerta de San Ildefonso (Zaragoza)
La puerta de San Ildefonso fue una puerta de la ciudad española de Zaragoza, ya desaparecida.

## Descripción
La puerta, que daba entrada a la ciudad española de Zaragoza por el norte, se conocía vulgarmente como «de la Tripería». Aparece descrita en la Guía de Zaragoza (1860) de Vicente Andrés con las siguientes palabras:

—de San Ildefonso (vulgo Tripería). Se encuentra al N. de la poblacion: es de un solo arco, sin otro mérito que su antigüedad, y se dirige en línea recta á la calle ó plaza del Mercado. Su construccion data desde el año 1118, en que hizo su entrada por ella Don Alonso el Batallador. Su verdadero nombre es el de san Ildefonso, aunque vulgarmente se la conoce con el de la Tripería, por hallarse á la cabeza de dicha calle. Junto á la misma puerta hay un postigo que tiene salida á la orilla del Ebro, y por el cual toman el agua los aguadores y demás que la necesitan. En el verano colocan un ponton ó barca, con maroma de sirga, y por el módico estipendio de 4 mrs. pasan de uno á otro lado á los que lo desean.
(Andrés, 1860, pp. 517-518)

La puerta fue derribada en 1904.